# محلة (العدين)

تعديل مصدري - تعديل

محلة محلة تابعة لقرية وادي شبز، التابعة لعزلة السارة بمديرية العدين إحدى مديريات محافظة إب في الجمهورية اليمنية، بلغ تعداد سكانها 199 حسب تعداد اليمن لعام 2004.